# Helena-West Helena
Helena-West Helena es la ciudad más grande y la sede del condado de Phillips, Arkansas, Estados Unidos. La ciudad fue creada a partir de la fusión de las ciudades de Helena y West Helena, llevada a cabo el 1 de enero de 2006. West Helena se localiza en la parte oeste del Crowley's Ridge, una elevación en el delta del Misisipi. Helena está en medio del río Misisipi y el lado este del Crowley's Ridge. El Puente de Helena es uno de los cuatro puentes en Arkansas que cruzan el Misisipi y forma parte de la Ruta 49. La población de las dos ciudades era de 15,012 para el censo de 2000.
La ciudad puerto de Helena fue fundada en 1833 en el río Misisipi. Helena fue ocupada por el Ejército de la Unión durante la guerra civil estadounidense. La Batalla de Helena fue peleada en la ciudad en 1863. La batalla fue iniciada por los Confederados en un intento fallido para expulsar el Ejército de la Unión y así aliviar la presión en el puerto estratégico de Vicksburg (Misisipi). Desde la ciudad se lanzó una campaña para recapturar Little Rock, la capital estatal, más tarde en ese año.
La ciudad prosperó económicamente durante los años 1940 y los años 1950. La ciudad continuó creciendo hasta el cierre de la Mohawk Rubber Company, una subsidiaria de la Yokohama Rubber Company en los años 1970. El desempleo aumentó en gran medida poco después.

## Historia
Helena fue fundada en 1883 junto a un puerto en el río Misisipi. Crowley's Ridge protegía la ciudad contra inundaciones. Durante la guerra civil estadounidense, el Ejército de la Unión ocupó la ciudad antes de la Batalla de Helena en 1863. Durante las primeras horas del 4 de julio de 1863, las fuerzas Confederadas trataron de tomar Helena para aliviar la presión en el puerto estratégico de Vicksburg (Misisipi). Sin embargo, los Confederados en Vicksburg planeaban rendirse al general Grant en la mañana del 4 de julio. Muchos de los lugares donde se desarrolló la batalla todavía están intactos.
Antes de la fusión, Helena tenía una población de 6.323 en un área de 23,1 km², mientras que West Helena tenía 8.689 en 11,5 km². Las propuestas para una fusión iniciaron en 2002 y una votación en marzo de 2005 entre las personas de ambas ciudades aprobó la propuesta. El condado de Phillips era uno de los más pobres de Arkansas cuando se realizó la fusión. Las personas que apoyaban la fusión creían que esta ayudaría incrementar el poder del área a la hora de competir por proyectos que ayudarían a mejorar la condición económica y el nivel del vida de las ciudades.

## Geografía
Helena-West Helena se encuentra ubicada en las coordenadas 34°32′1″N 90°37′14″O / 34.53361, -90.62056. Según la Oficina del Censo de los Estados Unidos, Helena-West Helena tiene una superficie total de 34.53 km², de la cual 34.53 km² corresponden a tierra firme y (0.01%) 0 km² es agua.

## Demografía
Según el censo de 2010, había 12282 personas residiendo en Helena-West Helena. La densidad de población era de 355,69 hab./km². De los 12282 habitantes, Helena-West Helena estaba compuesto por el 23.86% blancos, el 74.52% eran afroamericanos, el 0.25% eran amerindios, el 0.36% eran asiáticos, el 0.01% eran isleños del Pacífico, el 0.27% eran de otras razas y el 0.74% pertenecían a dos o más razas. Del total de la población el 1.18% eran hispanos o latinos de cualquier raza.

## Residentes y nativos famosos
- John Hanks Alexander, el segundo afroamericano en graduarse de la Academia Militar de los Estados Unidos
- Patrick Cleburne, general Confederado durante la guerra civil estadounidense
- Ken Hatfield, antiguo entrenador de fútbol americano
- Levon Helm, baterista de la agrupación The Band
- Alex Johnson, antiguo jugador de las Grandes Ligas de Béisbol
- Blanche Lincoln, senadora de los Estados Unidos por Arkansas
- Robert Lockwood Jr., guitarrista de blues
- Robert Lee McCollum, músico
- John Stroger, político
- Roosevelt Sykes, pianista de blues
- Conway Twitty, músico de country
- Ellis Valentine, antiguo jugador de las Grandes Ligas de Béisbol